# 피터 오브라이언
피터 오브라이언(Peter O'Brien, 1960년 3월 25일 ~ )은 오스트레일리아의 배우이다.

## 출연 작품
- 레이크 엘리스 (2017)
- 더 킬링 필드 (2014)
- 안나, 평양에서 영화를 배우다 (2013)
- 엑스맨 탄생: 울버린 (2009)
- 나이트메어 앤 드림스케이프 (2006)
- 더 리턴 (2006)
- 코드 11-14 (2003)
- 호텔 드 러브 (1996)
- 마이클 콜린스 (1996)
- 캐주얼티 (1986)
- 더 빌 (1984)